# 查尔斯·特纳

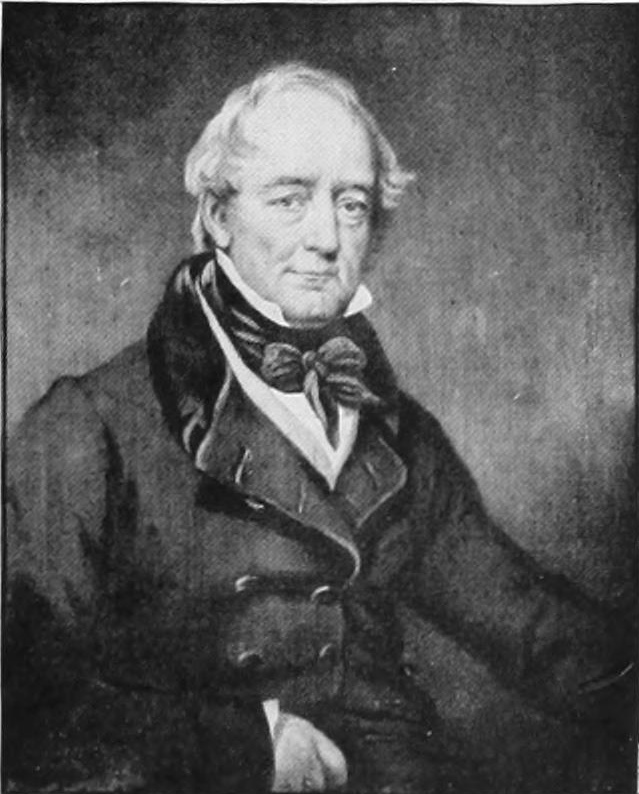
自画像

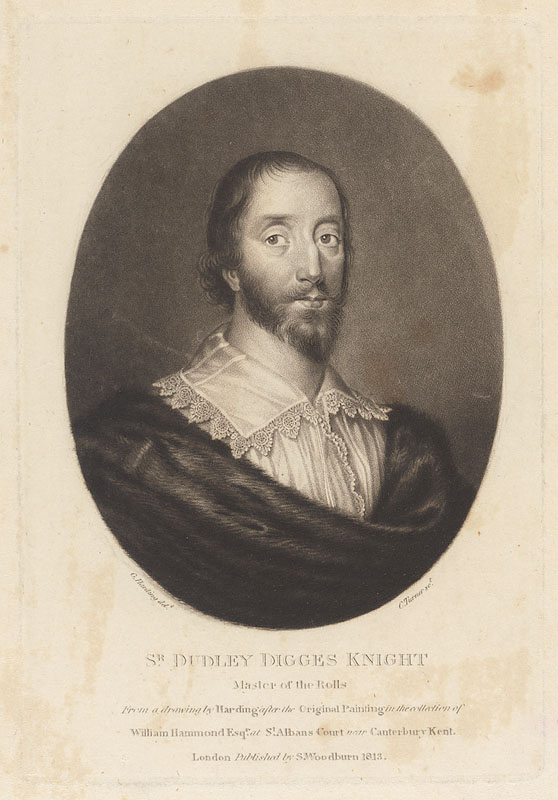
达德利·迪格斯版画像

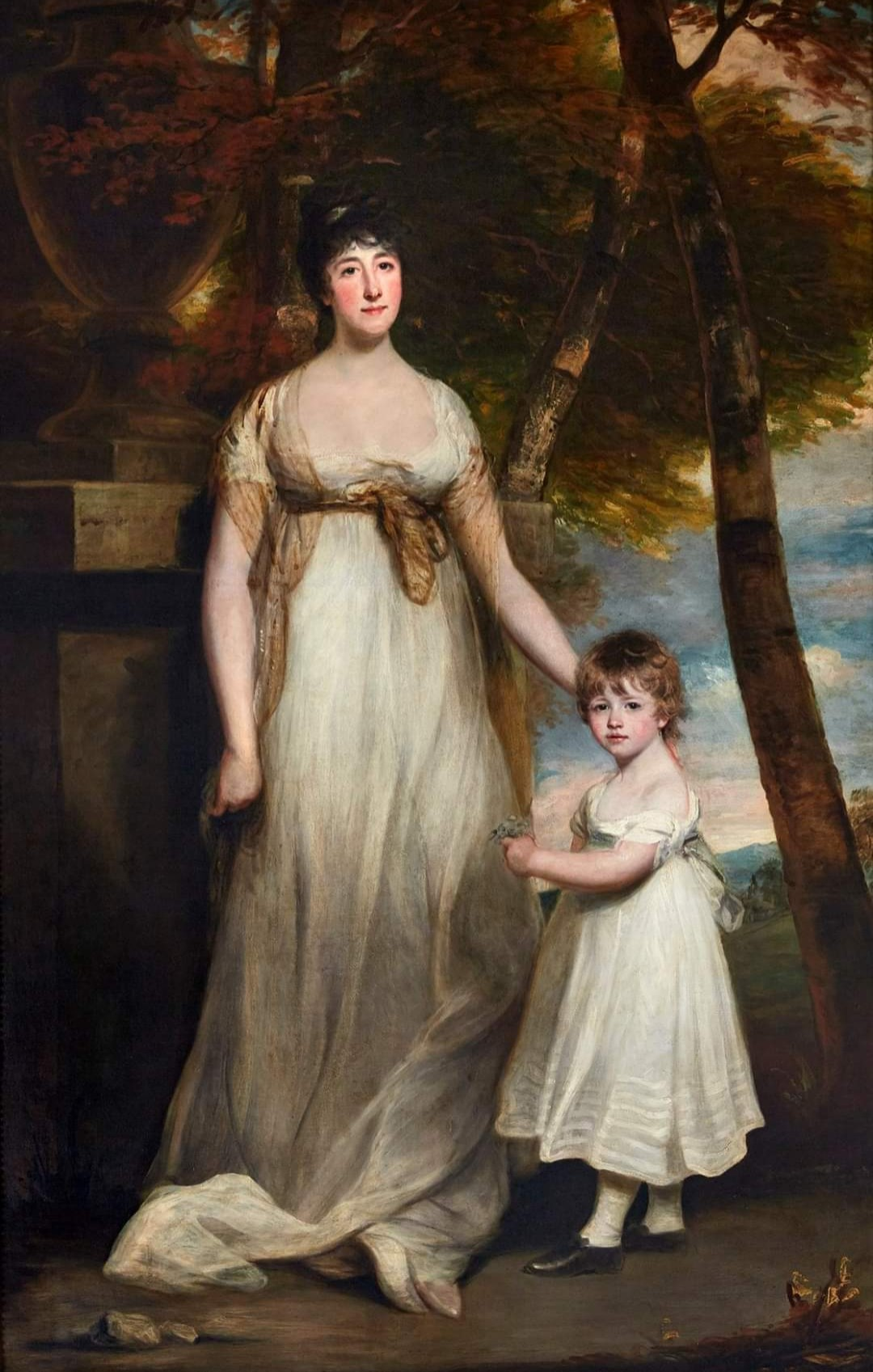
科尔蒙迪利伯爵夫人母子，查尔斯·特纳，1805年7月

查尔斯·特纳（Charles Turner，1774年—1857年），英国雕刻家，画家，尤擅长肖像画。

## 生平
查尔斯·特纳生于英国牛津郡伍德斯托克。1857年，逝世于伦敦。